# Robbie Muirhead
Robbie Muirhead (Irvine, 8 marzo 1996) è un calciatore scozzese, attaccante del Livingston.

## Carriera

### Club
Ha giocato nella prima divisione scozzese.

### Nazionale
Muirhead vanta presenze con tutte le rappresentative giovanili scozzese, dall'Under-15 all'Under-19. Durante un incontro con la nazionale scozzese Under-19, Muirhead realizzò un  goal che ottenne la nomination a "goal della stagione" da parte della UEFA.

## Palmarès

### Club

#### Competizioni nazionali
- Scottish Challenge Cup: 1

Livingston: 2024-2025